# Pogonochloa greenwayi
Pogonochloa greenwayi är en gräsart som beskrevs av Charles Edward Hubbard. Pogonochloa greenwayi ingår i släktet Pogonochloa och familjen gräs. Inga underarter finns listade i Catalogue of Life.